# Porsche 992

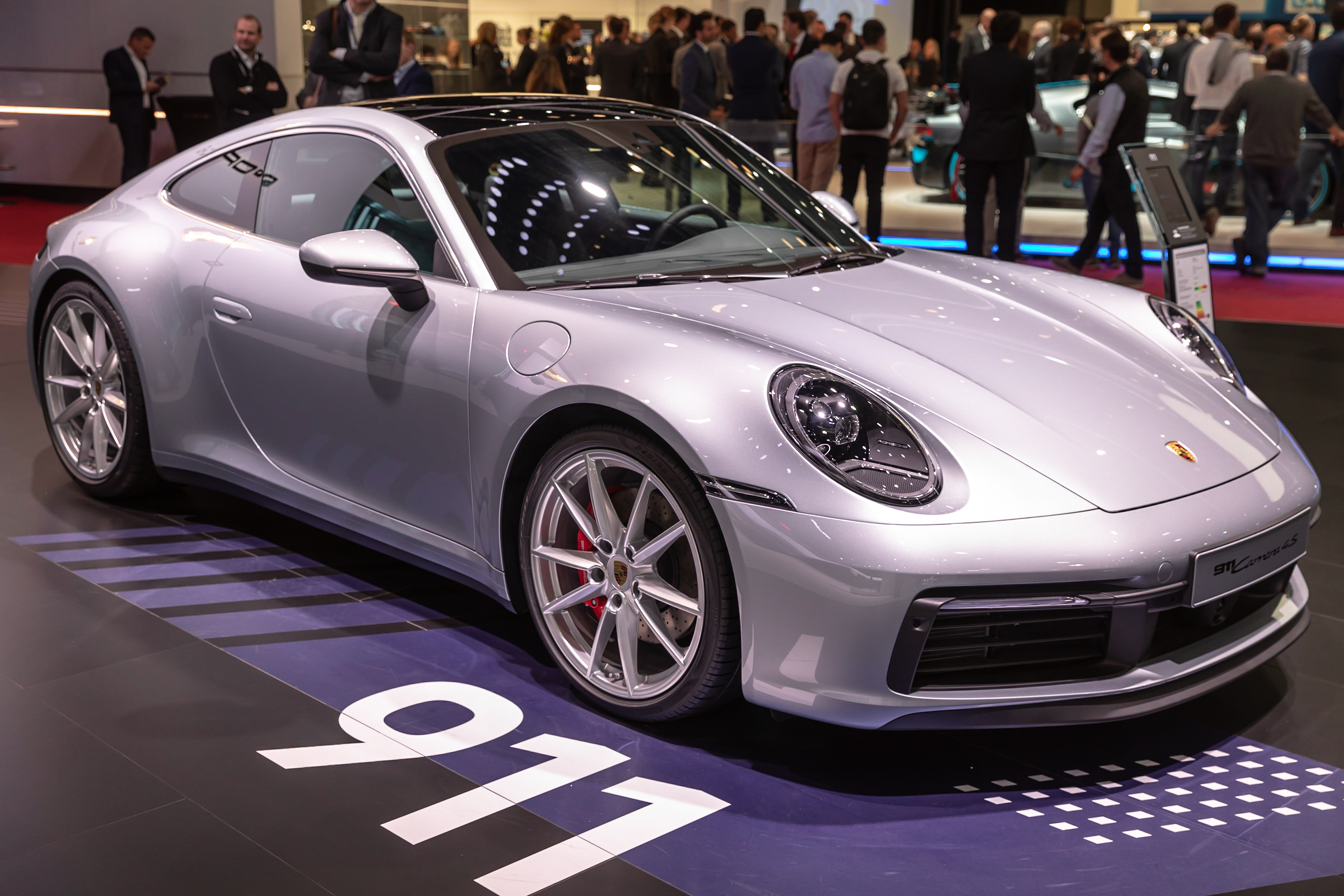

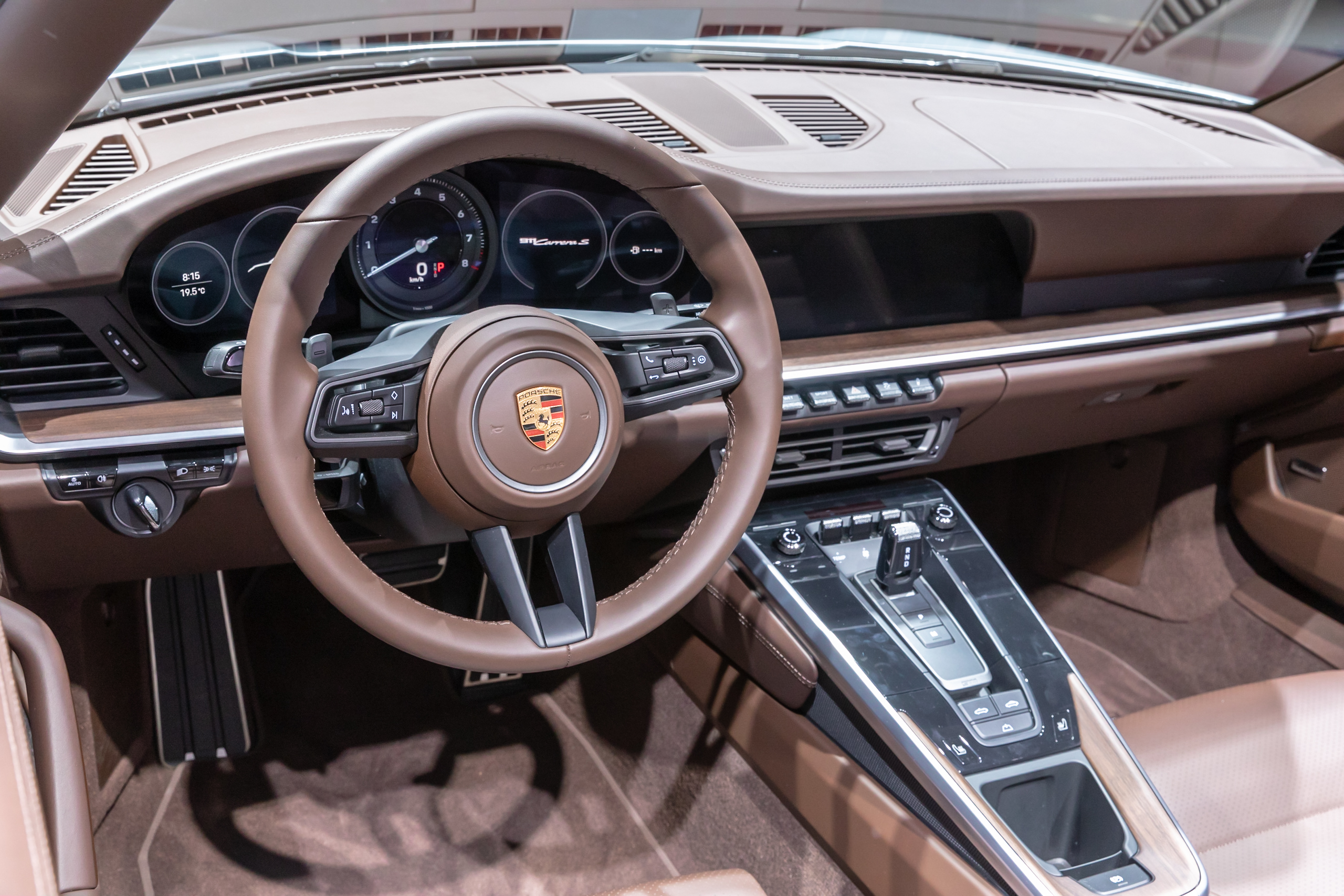

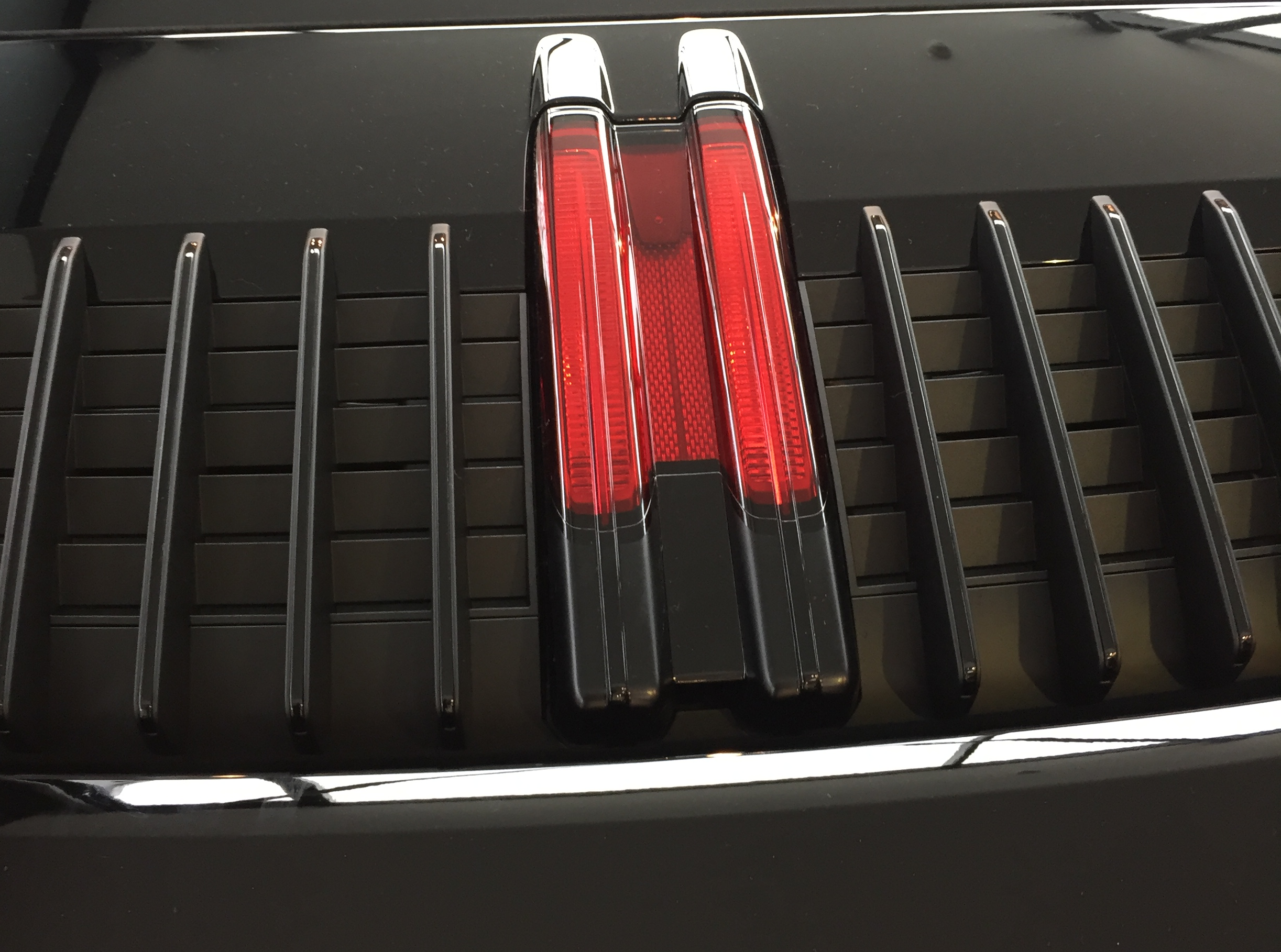
gestileerde '11' als derde remlicht in het midden van de achterspoiler

De Porsche 992 is de achtste generatie van de Porsche 911 en wordt gefabriceerd door Porsche. De auto werd op 28 november 2018 op de LA Auto Show gepresenteerd en de eerste leveringen vonden plaats vanaf februari 2019.

## Ontwikkeling en verschillen
Uiterlijk verschilt de 992 slechts in details van het vorige model, de 991. De auto is 20 mm langer en 5 mm hoger dan zijn voorganger met gelijkblijvende wielbasis. De kofferklep en het front van de auto met "verstelbare louvres" zijn rechtlijniger, de voorste spatborden zijn vergroot en de wielen staan 25,4 mm verder naar buiten. Op de deuren zijn de klassieke deurgrepen vervangen door (elektrisch) inklapbare deurgrepen. Aan de achterkant is de 992 voorzien van een doorlopende lichtstrip over een groot gedeelte van de achterkant ditmaal geleverd op alle versies van de 992. Voordien werd een dergelijke doorlopende strip alleen aangetroffen op de versies van de 911 met vierwielaandrijving. De spoorbreedte is 40 mm breder dan zijn voorganger. De vijf kenmerkende instrumenten direct voor de chauffeur zijn digitaal behalve de in het midden geplaatste analoge toerenteller.
Tot de nieuwe uitrustingsopties behoren een rijbaanassistent, een nachtzichtassistent en een parkeerassistent met 360 graden uitzicht. De 992 staat op (vergrote) 20 inch velgen voor en 21 inch achter.
In december 2020 werd de 992 GT3 Cup gepresenteerd. De racewagen is gebaseerd op de 911 van de 992-generatie en valt op door zijn grote achtervleugel. De auto beschikt over een 375 kW/510 pk sterke 4,0-liter boxermotor. De GT3 Cup zal vanaf het seizoen 2021 ingezet worden in de Porsche Mobil 1 Supercup en in de diverse nationale Porsche Carrera Cup races.

## Motor en transmissie
De motor van de 992 zoals voorgesteld in november 2018 is een 2981 cc zescilinder boxerbenzinemotor voorzien van turbo in de Carrera S en de Carrera 4S met een vermogen van 331 kW (450 pk) (in de toekomst worden andere motoren toegevoegd). In het ontwerp van de auto is rekening gehouden met het feit dat de 992 – op termijn – leverbaar wordt met (deels) hybride aandrijving.
Als transmissies zijn een automatische transmissie, PDK met acht versnellingen, en een handgeschakelde versnellingsbak met zeven versnellingen leverbaar.

## Modeloverzicht
| Model      | productiejaar | Motor            | Vermogen                   | Koppel                             | 0-100 km/u                            | Topsnelheid |
| ---------- | ------------- | ---------------- | -------------------------- | ---------------------------------- | ------------------------------------- | ----------- |
| Carrera S  | 2019–         | 3.0 L twin-turbo | 331 kW (444 pk) @ 6500 rpm | 530 Nm (391 lb⋅ft) @ 2300–5000 rpm | 3,7 s met Sport Chrono Package: 3,5 s | 308 km/u    |
| Carrera 4S | 2019–         | 3.0 L twin-turbo | 331 kW (444 pk) @ 6500 rpm | 530 Nm (391 lb⋅ft) @ 2300–5000 rpm | 3,6 s met Sport Chrono Package: 3,4 s | 306 km/u    |

## Galerij

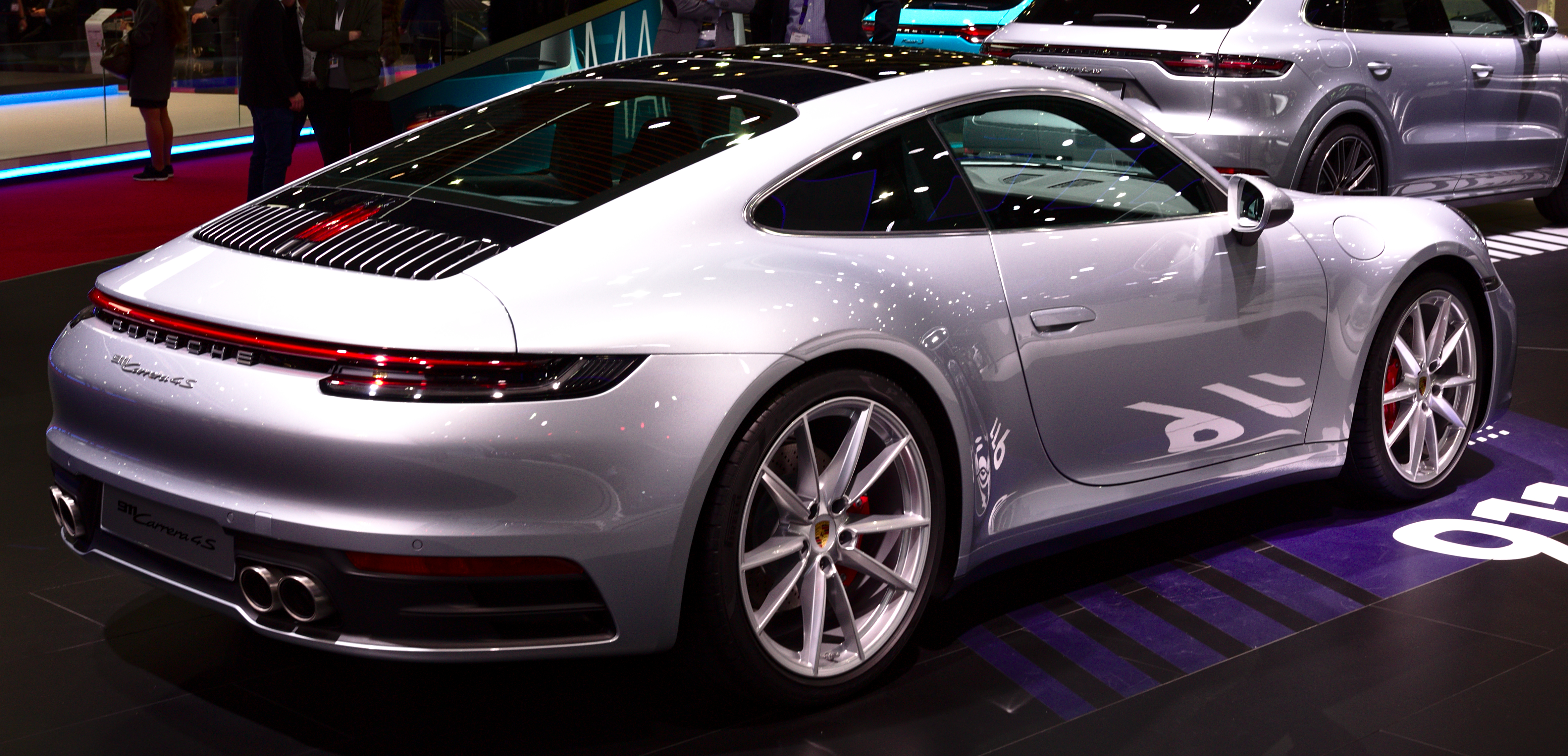
Carrera 4S
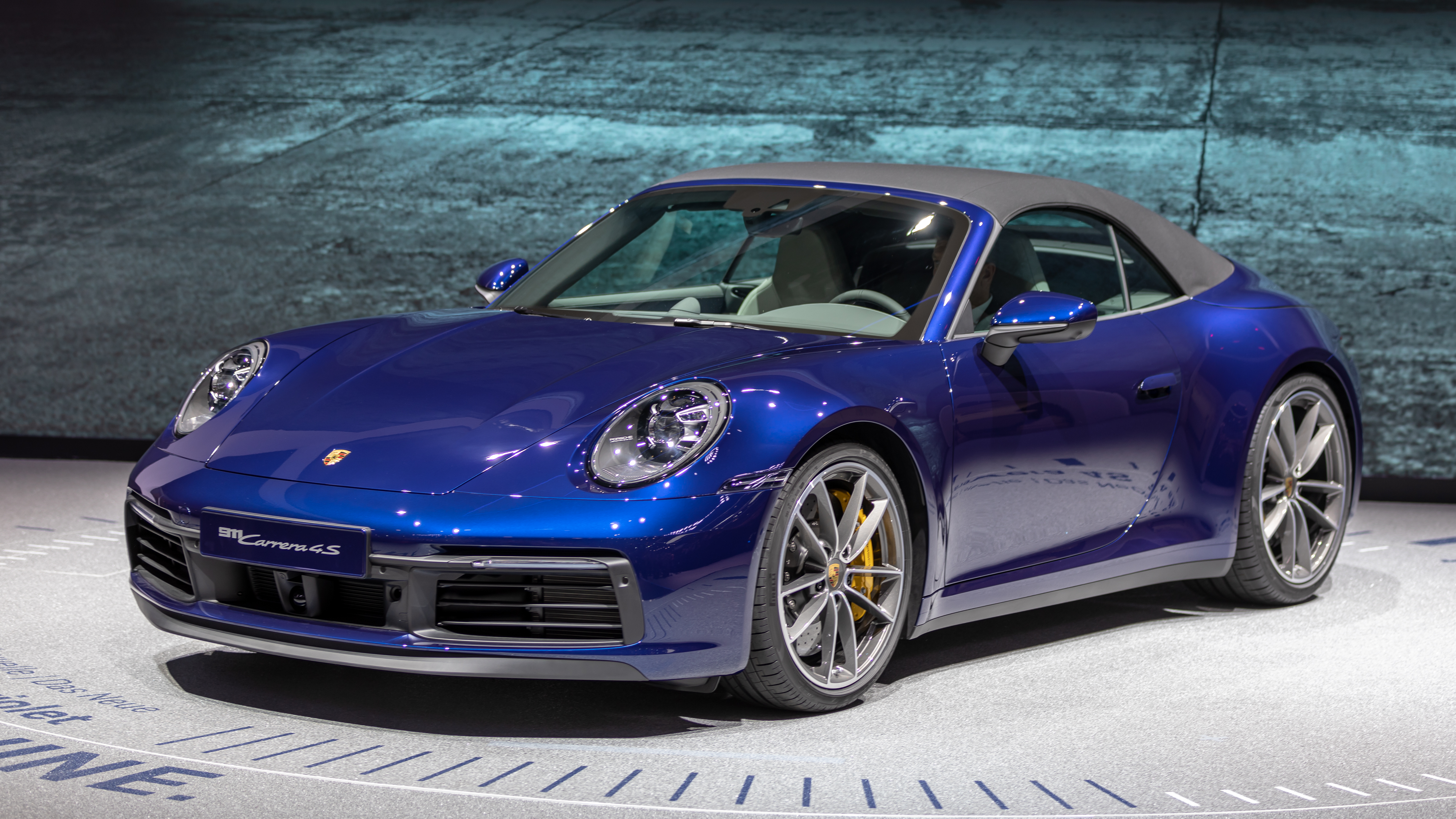
Carrera 4S cabrio op de Autosalon van Genève, 2019
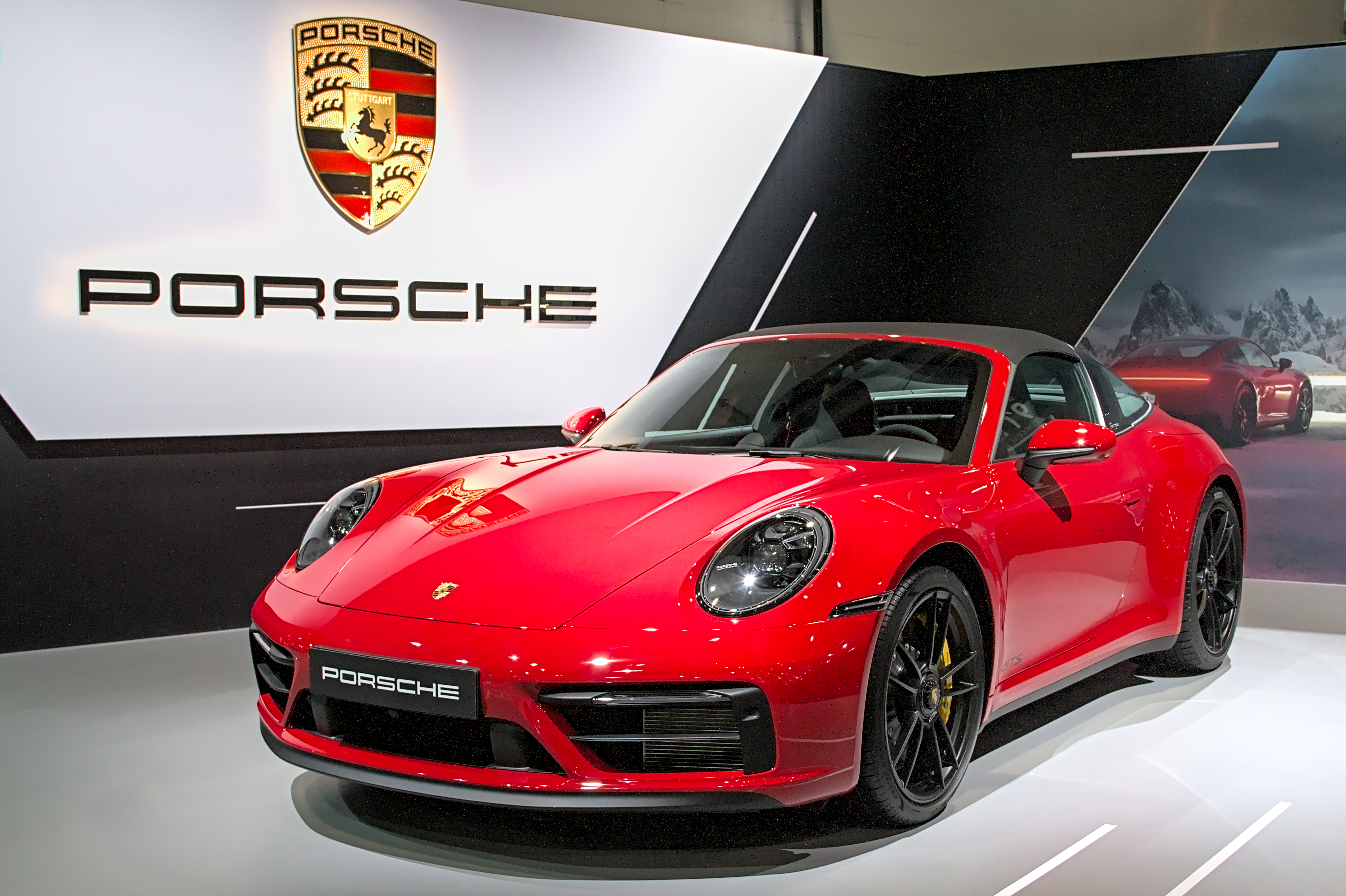
Porsche 992 Targa 4 GTS
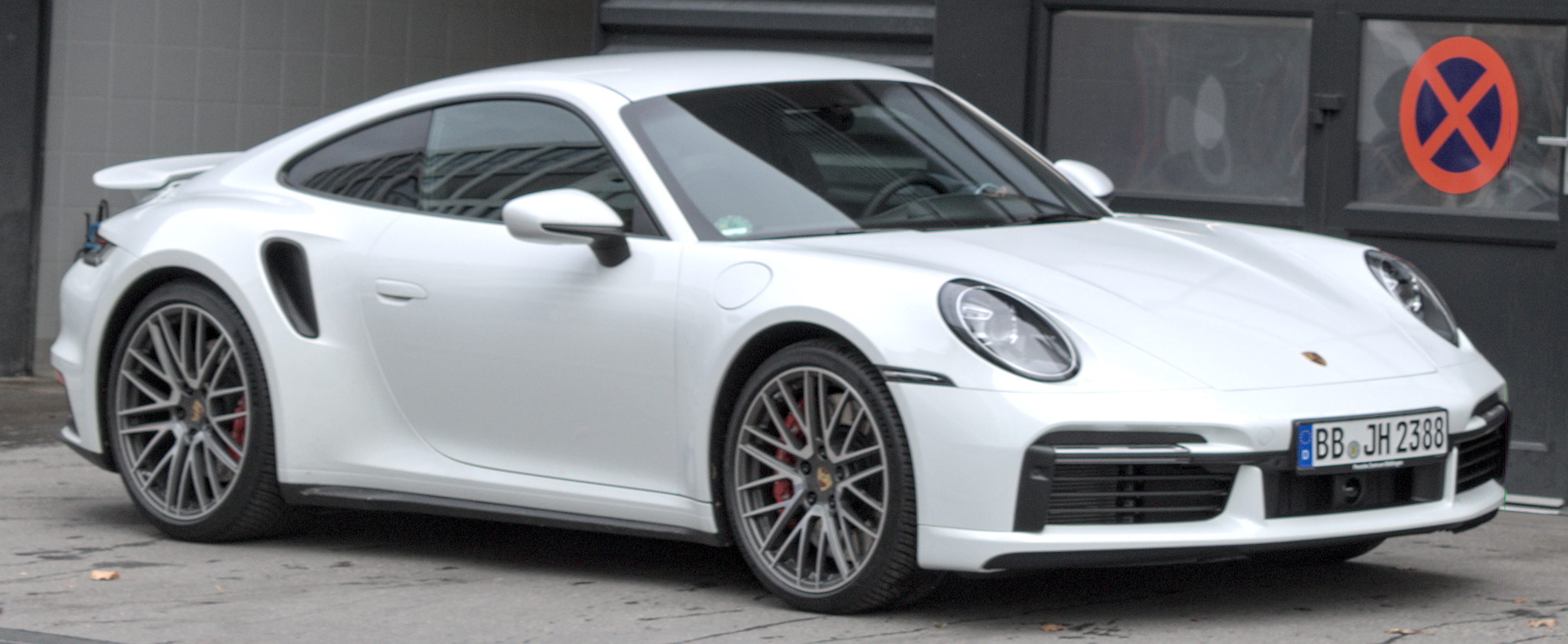
Porsche 992 Turbo
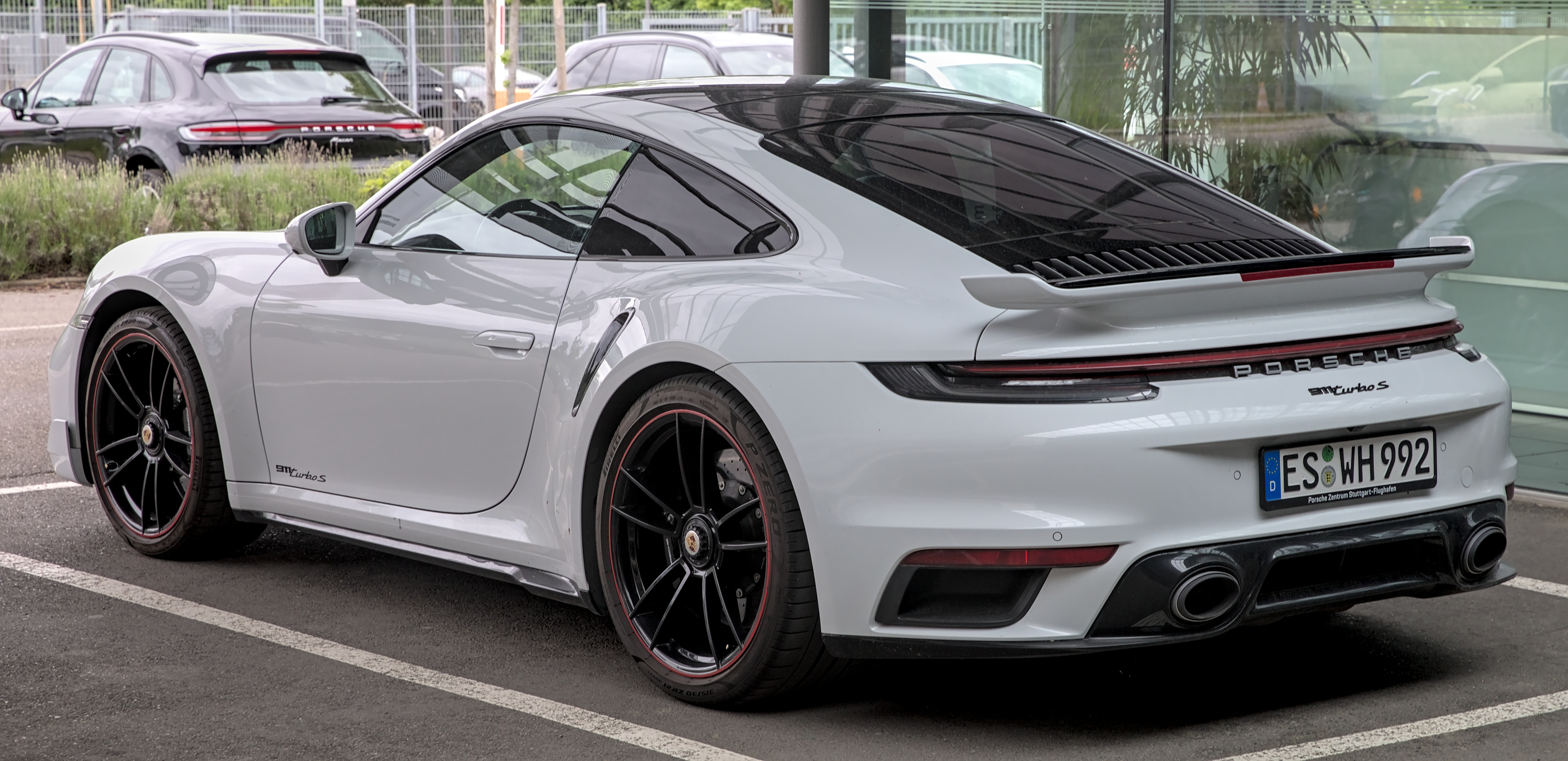
Porsche 992 Turbo S
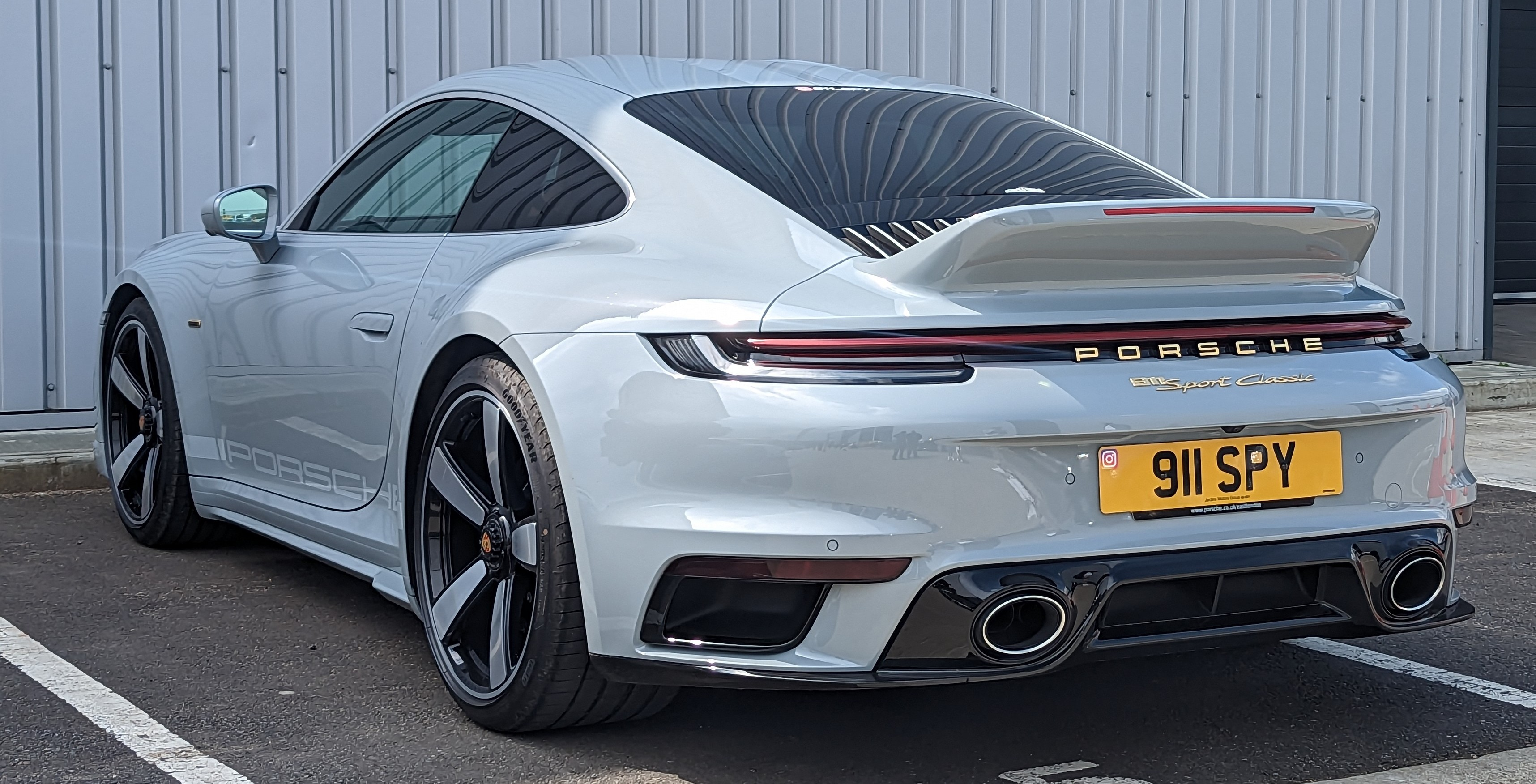
Porsche 992 Sport Classic
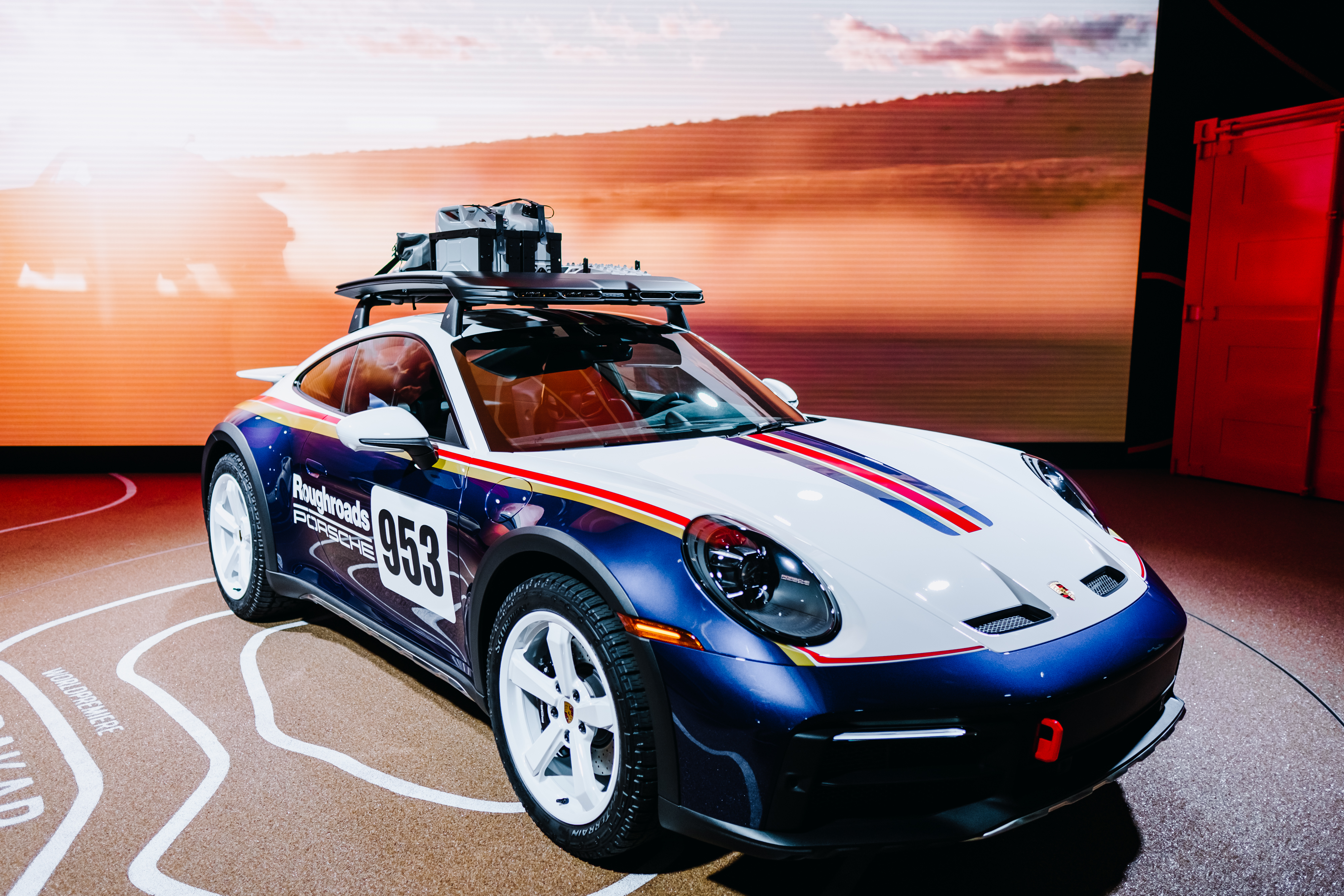
Porsche 992 Dakar
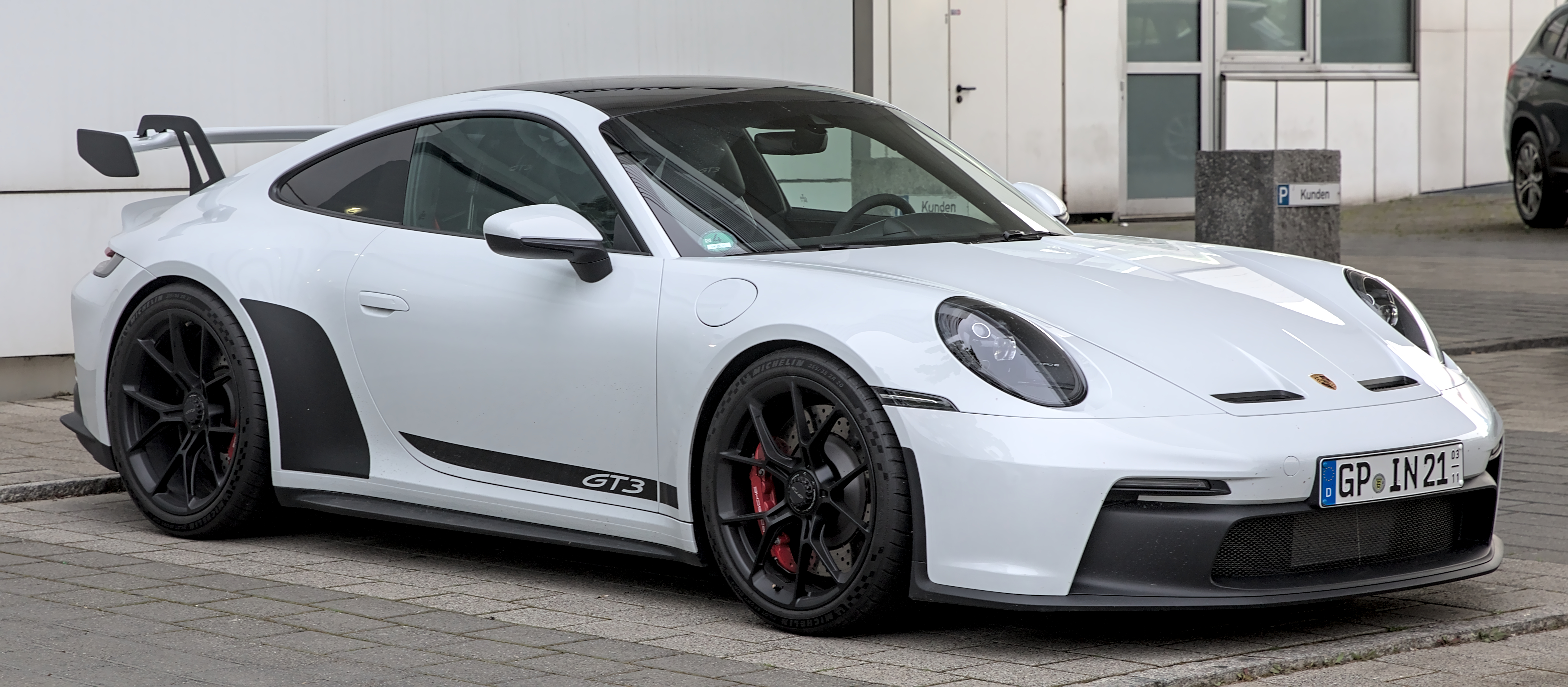
Porsche 992 GT3
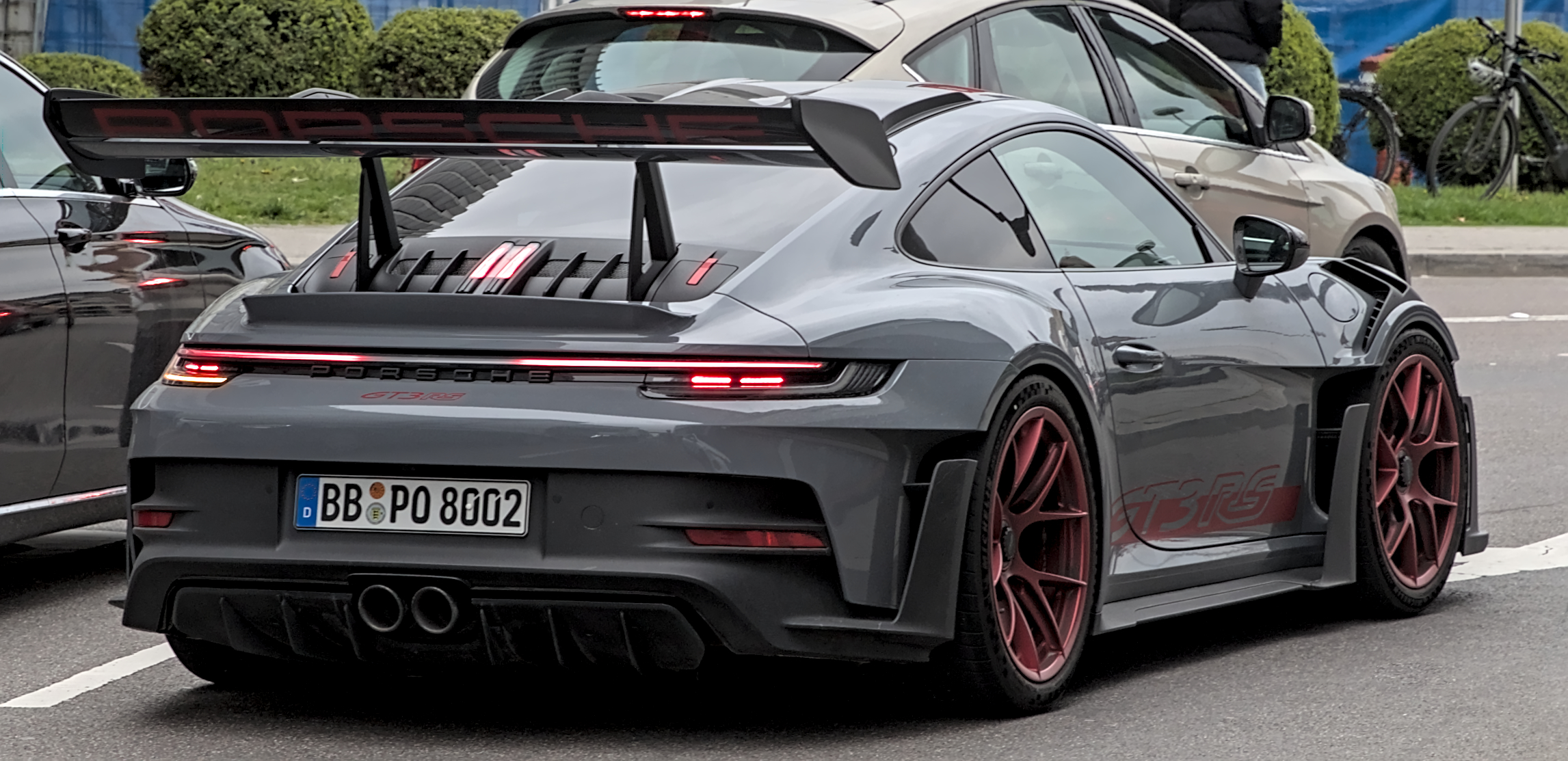
Porsche 992 GT3 RS
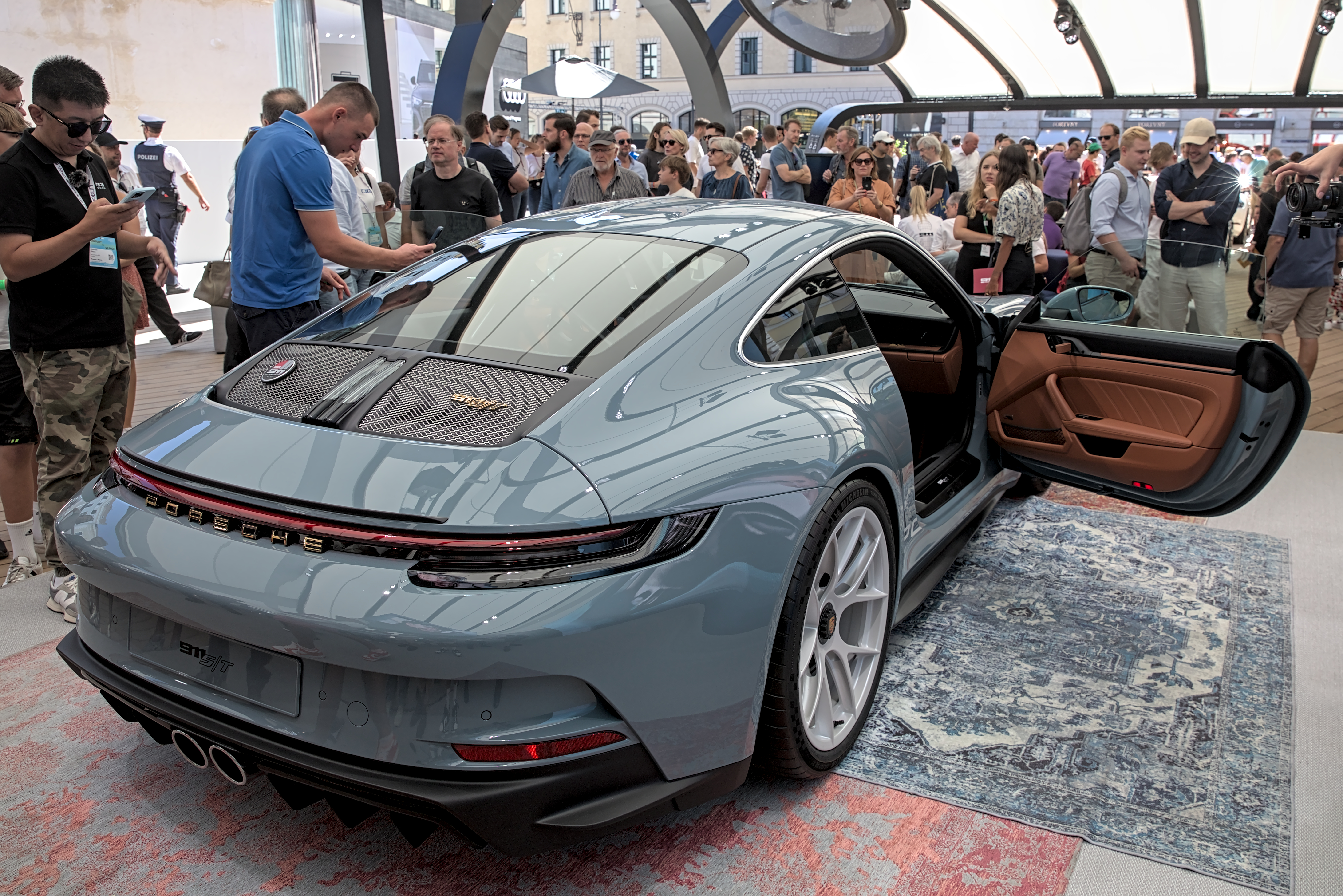
Porsche 992 S/T